# Station Koniecpol Magdasz
Station Koniecpol Magdasz is een spoorwegstation in de Poolse plaats Koniecpol.